# Vincenzo Bellini
Vincenzo Salvatore Carmelo Francesco Bellini (tiếng Ý: [vinˈtʃɛntso salvaˈtoːre karˈmɛːlo franˈtʃesko belˈliːni]; sinh ngày 3 tháng 11 năm 1801 tại Catnia - mất ngày 23 tháng 9 năm 1835 tại Puteaux) là nhà soạn nhạc opera người Ý. Ông là người bản địa của Catania ở Sicily và được đặt tên là "thiên nga của Catania". Ông có  nhiều tác phẩm lớn gây được sự chú ý như I Capuleti ed i Montecchi (1830), La sonnambula (1831), Norma (1831), Beatrice di Tenda (1833), và I puritani (1835). Bellini là một trong những nhà cải cách quan trọng của thể loại opera hài Ý (ngoài ra còn có Rossni và Donizetti).

## Tiểu sử[1]

### Xuất thân, thời thơ ấu và niên thiếu

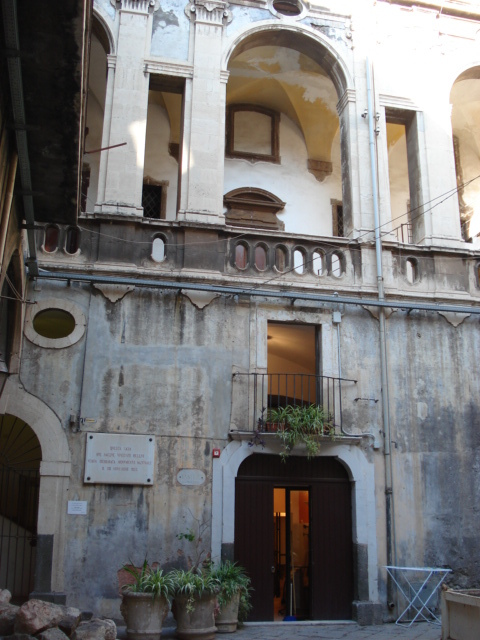
Ngôi nhà tại Catania, nơi Bellini sinh ra

Vincenzo Bellini sinh vào ngày 3 tháng 11 năm 1801 ở Catania, Sicilia, Ý. Vincenzo Bellini là con trai của Rosario Bellini, một nghệ sĩ organ kiêm nhà soạn nhạc sân khấu. Theo những gì được truyền lại cho đến bây giờ, cậu bé Vincenzo nhà Bellini đã thể hiện rõ chất thần đồng của mình. Những câu chuyện thể hiện tố chất đó là cậu bé này đã thể hiện một đoạn aria của Valentino Fioravanti khi mới 18 tháng tuổi, học lý thuyết âm nhạc khi mới 2 tuổi, học piano năm 3 tuổi và chơi tốt nó khi đã lên 5 tuổi. Còn chưa biết những điều này đúng hay không, chỉ biết rằng cậu bé Vincenzo được sinh ra trong một gia đình có truyền thống âm nhạc. Những câu chuyện trên có thể khiến người ta còn hoài nghi, nhưng câu chuyện sau đây khiến chúng ta có thể khẳng định Bellini là một thần đồng: Cậu viết tác phẩm Gallus cantavit (tác phẩm đầu tay của cậu) khi mới có 6 tuổi. Nhanh chóng, cậu trở thành một nghệ sĩ đi trình diễn khắp thị trấn nơi cậu sinh sống. Cậu cũng trở thành nhà soạn nhạc và nghệ sĩ organ cho một số nhà thờ.

### Khi trưởng thành
Sau khi được Vincenzo Tobia, người ông của mình, dạy dỗ, Vincenzo Bellini rời quê hương vào tháng 6 năm 1819 để đặt chân tại một nhạc viện ở Napoli. Đến đó, Bellini được chính phủ tự trị ở quê chu cấp tiền. Tại thành Napoli, Bellini bắt đầu có tình cảm với Maddalena Fumaroli. Tuy nhiên, cha của Fumaroli phản đối chuyện tình cảm của hai người. Suy nghĩ của người cha này đó là Bellini chỉ là một anh chàng nghệ sĩ harpsichord bình thường.
Năm 1822, 3 năm sau khi đến Napoli, Bellini tham gia khóa học của Nicolò Zingarelli, nghiên cứu về trường phái Napoli, một trường phái opera nổi tiếng thời kỳ âm nhạc Baroque. Bellini cũng nghiên cứu các tác phẩm dành cho dàn nhạc giao hưởng của Joseph Haydn và Wolfgang Amadeus Mozart. Vở opera đầu tiên của nhà soạn nhạc người Ý mang tên Adelson e Salvini được trình diễn, hứa hẹn một tài năng âm nhạc sau này. Người đàn anh Gaetano Donizetti đã hết lời tán thưởng cho tác phẩm. Nối tiếp thành công đó, Bianca e Gernando được trình diễn tại Teatro San Carlo. Thành công của nó khiến ông bầu Barbaia muốn Bellini soạn một vở opera cho La Scala.
Trong các năm 1827-1833, Bellini sống ở thành phố Milano. Ông chỉ sống bằng tiền thu được từ các buổi diễn các tác phẩm của mình. Il pirata được trình diễn không chỉ mang lại thành công cho nhà soạn nhạc tài năng này mà còn mang đến cho ông một sự cộng tác tốt với Felice Romani. Ông cũng kết bạn với tenor ông yêu thích, Giovanni Battista Rubini. Ở Milano, Bellini thường xuyên được săn đón, những người mong muốn khả năng thành công gần như chắc chắn. Bellini là một trong số ít các nhà soạn nhạc thời ấy có thể sống dựa vào thu nhập từ chính các tác phẩm của mình. Năm 1828, vở La straniera được công diễn, đem lại thành công vang dội hơn cả Il pirata. Nó trở thành tâm điểm của báo chí. Tiếp theo, năm 1829, một tác phẩm nữa của Bellini cũng ra mắt, đó là Zaira. Trong buổi công diễn đầu tiên ở Teatro Ducale, Zaira đem lại cho cha đẻ của nó thất bại. Tuy nhiên, điều đó cũng không ảnh hưởng gì, bởi I Capuleti e i Montecchi được chào đón ở Venice. Nói chung, Bellini đã thành công trong sự nghiệp của mình.
Tuy nhiên, những dấu hiệu của bệnh tật đã đến. Bellini bắt đầu có triệu chứng của viêm ruột. Bellini đã dành một thời gian dài để dưỡng bệnh ở hồ Como, Lombardy. Trong lúc ấy, Bellini lao vào một cuộc tình mới với Giuditta Cantù, vợ của Ferdinando Turina. Câu chuyện tình này được lãng mạn hóa bởi nhiều tác phẩm nghệ thuật, nhưng ngoài đời thực thì không được hay lắm. Trớ trêu thay, cuộc tình này xuất phát tự sự tính toán và chuẩn bị. Chính người đàn ông Bellini đã nói như thế trong bức thư được ông viết vào năm 1828 cho người bạn Francesco Florimo.
Năm 1831, La sonnambula và Norma. Bellini đã thẳng thừng nhận xét rằng: "Thất bại, thất bại, hoàn toàn thất bại" sau khi Norma có buổi công diễn đầu tiên. Tuy nhiên, khán giả đã hiểu họ đang thưởng thức Norma, một tuyệt tác. Cả hai vở opera trên đã đem lại cho Bellini thành công vang dội. Tuy nhiên, gần như ngay lập tức, vở Beatrice di Tenda, trình diễn lần đầu ở Venice năm 1833, mang đến cho Bellini thất bại. Như giọt nước làm tràn ly, Bellini chấm dứt quan hệ hợp tác với Romani.
Thất bại và buồn bực vì công việc ở thành Turina chưa vào đâu cả, Bellini đến Luân Đôn, rồi lại qua Paris. Đặt chân đến thủ đô nổi tiếng này, nhà soạn nhạc Ý được chào đón nồng nhiệt và nhà hát Italien ký với ông một hợp đồng. Kết quả là buổi diễn đầu của I Puritani. Năm ngày sau ngày đó, Bellini được nhận huân chương cao quý nhất của nước Pháp, Bắc Đẩu Bội tinh. Sau đó, vua của Napoli trao cho nhà soạn nhạc lớn huy hiệu của Accademia Borbonica. Bellini quyết định ở lại Paris và nghĩ đến những dự định trong tương lai. Ở đó, ông trở thành bạn thân của Frédéric Chopin, Ferdinando Paer và Gioachino Rossini. 

### Qua đời
Trong khi sự nghiệp đạt đến đỉnh cao, Bellini từ giã cuộc đời vào ngày 23 tháng 9 năm 1835, khi chưa đầy 34 tuổi, ở Puteaux, gần Paris. Ông qua đời vì viêm ruột cấp tính quái ác. Trong đám tang vào ngày 2 tháng 10 năm đó, Luigi Cherubini và Rossini đã đến và giữ quan tài.

### Con người
Những cuộc tình cuồng say khiến chúng ta khó hiểu về Bellini một cách đầy đủ. Ngay cả những người bạn và những người viết tiểu sử của ông cũng cho ý kiến khác nhau và tương đối mâu thuẫn. Florimo viết: "Một tâm hồn thuần khiết, đáng yêu, hiền lành, khiêm nhường nhưng dễ xúc động và thiếu thận trọng", trong khi đó Giovanni Ricordi lại cho rằng: "một con người nóng nảy, sôi sục, lúc nào cũng sẵn sàng bùng lên thành ngọn lửa". Rossini nói về Bellini như sau: "Anh ấy có một tâm hồn thật đẹp, một dáng vẻ sắc sảo, thanh tú và trang nhã". Ý kiến của Heinrich Heine thì cũng khác: "Tốt bụng và có phong cách khá quý phái. Tâm hồn ông chắc chắn là luôn luôn trong sạch và không bao giờ bị làm hoen ố bởi bất cứ âm mưu xấu xa nào". Và đây là ý của Ferdinand Hiller:
| “                  | Con người của Bellini cũng giống như những giai điệu của ông: duyên dáng, lôi cuốn và nhạy cảm…Ồng rất thông minh và luôn có những cảm nhận đầy sức sống…Ông ý thức khá rõ về những gì mình muốn và ông hoàn toàn toàn không giống với kiểu nghệ sĩ ngây thơ và thiên về bản năng như một số người vẫn mô tả.. | ” |
| — Ferdinand Hiller | |   |

## Phong cách sáng tác[1]
Bellini là một trong những nhà soạn nhạc opera Ý quan trọng nhất đầu thế kỷ XIX. Ông được coi là bậc thầy của bel canto. Ảnh hưởng của Bellini vượt qua cả lĩnh vực sân khấu này. Bằng chứng là Chopin rất ngưỡng mộ người đàn anh này, đặc biệt là trong sự diễn đạt giai điệu của ông.
Nhân vật trong các vở opera của Bellini có gì đó quý phái và yếu đuối. Họ luôn mang trong mình một chút u sầu, phiền muộn. Các vai diễn trong các tác phẩm đó có đặc điểm là dành cho những danh ca đương thời. Chẳng thế mà độ khó của các vai diễn đó là rất cao và chỉ có những người đủ khả năng mới thể hiện được.
Đặc trưng tinh túy trong âm nhạc opera của Bellini là mối quan hệ gần gũi của nó với lời thoại. Ông không đi phác họa từng nhân vật bằng âm nhạc, mà là biểu đạt nội dung và tâm trạng bằng âm nhạc. Cùng với đó là sự diễn cảm lời thoại một cách chính xác. Phong cách giai điệu của ông, được đặc trưng bởi việc xây dựng các tuyến giai điệu rộng rãi từ những đơn vị âm nhạc nhỏ bé. Trong khi đó, ông quy ước việc xử lý nhịp điệu, nhịp điệu của ông được hỗ trợ bằng các hòa âm giàu màu sắc, kín đáo và tế nhị với sự biểu diễn của dàn nhạc. Trong thập niên 1830, Bellini vượt mặt bất kỳ nhà soạn nhạc Ý nào trong việc cực tiểu hóa sự khác biệt giữa aria và recitative. Tầm diễn đạt của Bellini vượt xa cái vẻ ngoài ủy mị mà người ta hay nói đến các sáng tác của Bellini.
Bellini không bao giờ sáng tác opera hài. Ông cũng tránh việc sáng tác quá nhiều như Donizetti và Rossini:
| “                  | Tôi đã tự hạn chế mình trong việc viết nhạc, không nhiều hơn một tác phẩm mỗi năm. Tôi sẽ thuyết phục các ông bầu rằng, sự thành công của những vở opera phụ thuộc nhiều vào việc lựa chọn một chủ đề hay, vào những nốt nhạc biểu cảm ấm áp và sự tương phản của những cảm xúc. | ” |
| — Vincenzo Bellini | |   |

## Tưởng nhớ

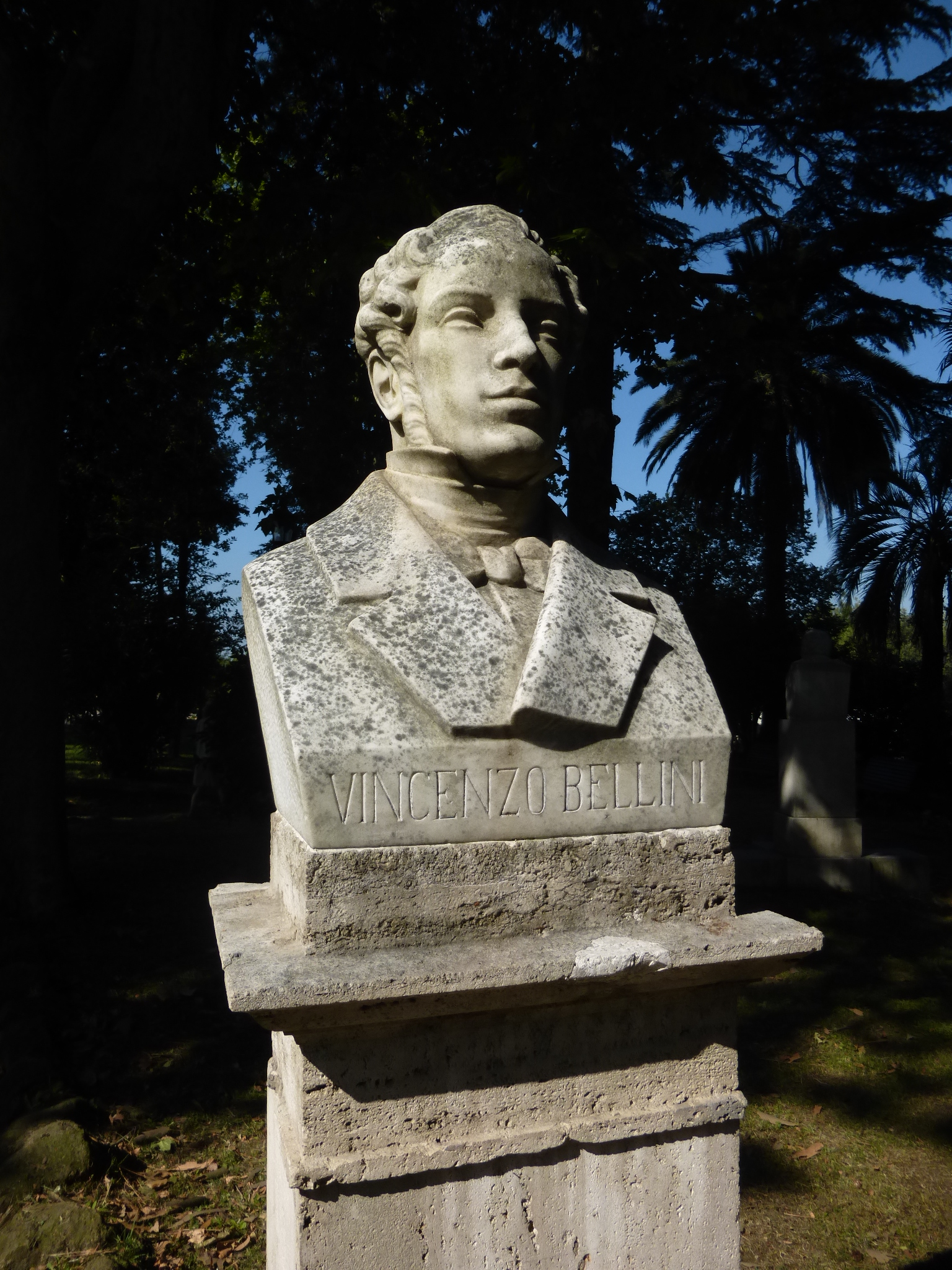
Tượng Bellini tại Pincio, Roma

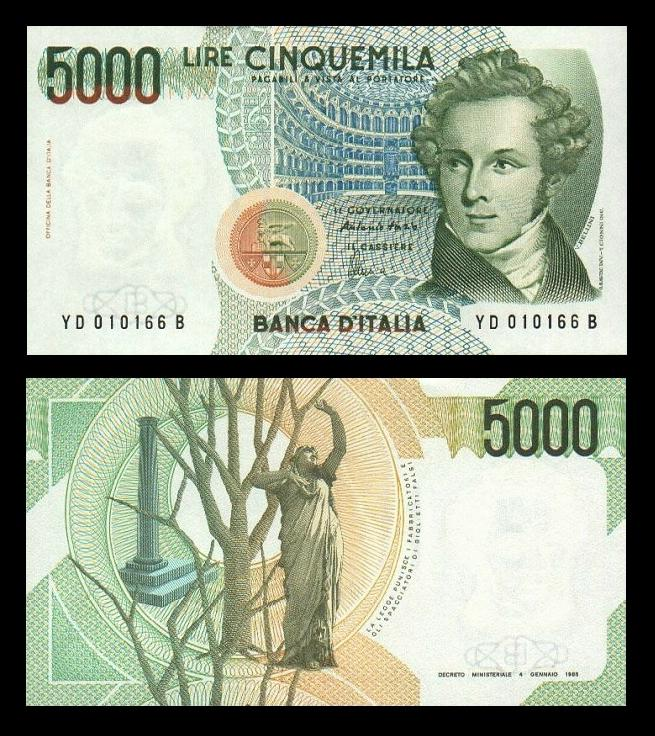
Bellini trên mặt tiền của Ý